# Liste der Kulturdenkmale in der Stadtmitte (Erfurt, Süd)
Die Liste der Kulturdenkmale in der Stadtmitte (Erfurt) enthält die Kulturdenkmale des Viertels Stadtmitte des Erfurter Stadtteils Altstadt, die vom Thüringischen Landesamt für Denkmalpflege und Archäologie als Bau- und Kunstdenkmale auf dem Gebiet der Stadt mit Stand vom 4. November 2022 erfasst wurden.

## Legende
- Bild: zeigt ein Bild des Kulturdenkmals und gegebenenfalls einen Link zu weiteren Fotos des Kulturdenkmals im Medienarchiv Wikimedia Commons
- Bezeichnung: Name, Bezeichnung oder die Art des Kulturdenkmals
- Lage: Wenn vorhanden Straßenname und Hausnummer des Kulturdenkmals; Grundsortierung der Liste erfolgt nach dieser Adresse. Der Link Karte führt zu verschiedenen Kartendarstellungen und nennt die Koordinaten des Kulturdenkmals.
 Kartenansicht, um Koordinaten zu setzen – in dieser Kartenansicht sind Kulturdenkmale ohne Koordinaten mit einem roten bzw. orangen Marker dargestellt und können in der Karte gesetzt werden. Kulturdenkmale ohne Bild sind mit einem blauen bzw. roten Marker gekennzeichnet, Kulturdenkmale mit Bild mit einem grünen bzw. orangen Marker.
- Datierung: gibt das Jahr der Fertigstellung beziehungsweise das Datum der Erstnennung oder den Zeitraum der Errichtung an
- Beschreibung: bauliche und geschichtliche Einzelheiten des Kulturdenkmals, vorzugsweise die Denkmaleigenschaften
- ID: Die ID identifiziert das Kulturdenkmal eindeutig. In Thüringen sind aktuell keine IDs veröffentlicht. In der ID-Spalte kann sich auch folgendes Icon  befinden, dies führt zu Angaben zu diesem Kulturdenkmal bei Wikidata.

Die alphabetisch nach Adressen geordnete Liste ist aufgrund der hohen Anzahl der Kulturdenkmale wie folgt unterteilt:
- Liste der Kulturdenkmale in der Stadtmitte (Erfurt, Ost)
- Liste der Kulturdenkmale in der Stadtmitte (Erfurt, Süd)
- Liste der Kulturdenkmale in der Stadtmitte (Erfurt, West)

Diese Teilliste enthält die Kulturdenkmale im südlichen Teil der Stadtmitte.

## Liste der Kulturdenkmale in Stadtmitte (Erfurt, Süd)

### Anger
| Bild                           | Bezeichnung                                              | Lage                    | Datierung | Beschreibung                                                                               | ID |
| ------------------------------ | -------------------------------------------------------- | ----------------------- | --------- | ------------------------------------------------------------------------------------------ | -- |
| weitere Bilder Fotos hochladen | Alter Angerbrunnen                                       | Anger (Karte)           |           | einzelnes Kulturdenkmal                                                                    |    |
| weitere Bilder Fotos hochladen | Museum                                                   | Anger 18 (Karte)        |           | einzelnes Kulturdenkmal; Teil des Ensembles Bauliche Gesamtanlage Altstadt                 |    |
| weitere Bilder Fotos hochladen |                                                          | Anger 19 (Karte)        |           | Teil des Ensembles Bauliche Gesamtanlage Altstadt                                          |    |
| weitere Bilder Fotos hochladen |                                                          | Anger 20 (Karte)        |           | Teil des Ensembles Bauliche Gesamtanlage Altstadt                                          |    |
| weitere Bilder Fotos hochladen | Wohn- und Geschäftshaus Zum Riesen                       | Anger 21 (Karte)        |           | einzelnes Kulturdenkmal; Teil des Ensembles Bauliche Gesamtanlage Altstadt                 |    |
| weitere Bilder Fotos hochladen | Wohn- und Geschäftshaus Zum grünen Hirsch                | Anger 22 (Karte)        |           | einzelnes Kulturdenkmal; Teil des Ensembles Bauliche Gesamtanlage Altstadt                 |    |
| weitere Bilder Fotos hochladen | Wohn- und Geschäftshaus                                  | Anger 23 (Karte)        |           | einzelnes Kulturdenkmal; Teil des Ensembles Bauliche Gesamtanlage Altstadt                 |    |
| weitere Bilder Fotos hochladen | Wohn- und Geschäftshaus Zur güldenen Krone               | Anger 24 (Karte)        |           | einzelnes Kulturdenkmal; Teil des Ensembles Bauliche Gesamtanlage Altstadt                 |    |
| Fotos hochladen                | Hinterhaus                                               | Anger 24 (Karte)        |           | einzelnes Kulturdenkmal; Teil des Ensembles Bauliche Gesamtanlage Altstadt                 |    |
| weitere Bilder Fotos hochladen | Westliches Relieffries                                   | Anger 25 (Karte)        |           | einzelnes Kulturdenkmal                                                                    |    |
| weitere Bilder Fotos hochladen | Östliches Relieffries                                    | Anger 25 (Karte)        |           | einzelnes Kulturdenkmal                                                                    |    |
| weitere Bilder Fotos hochladen | Geschäftshaus                                            | Anger 25 (Karte)        |           | Teil des Ensembles Bauliche Gesamtanlage Altstadt                                          |    |
| BW                             |                                                          | Anger 26 (Karte)        |           | Teil des Ensembles Bauliche Gesamtanlage Altstadt                                          |    |
| weitere Bilder Fotos hochladen |                                                          | Anger 27 (Karte)        |           | Teil des Ensembles Bauliche Gesamtanlage Altstadt                                          |    |
| weitere Bilder Fotos hochladen | Wohn- und Geschäftshaus                                  | Anger 28 (Karte)        |           | einzelnes Kulturdenkmal; Teil des Ensembles Bauliche Gesamtanlage Altstadt                 |    |
| weitere Bilder Fotos hochladen |                                                          | Anger 30 (Karte)        |           | Teil des Ensembles Bauliche Gesamtanlage Altstadt                                          |    |
| weitere Bilder Fotos hochladen | Wohn- und Geschäftshaus Zum Tannenberge und grünen Löwen | Anger 33 (Karte)        |           | einzelnes Kulturdenkmal; Teil des Ensembles Bauliche Gesamtanlage Altstadt                 |    |
| weitere Bilder Fotos hochladen |                                                          | Anger 34 (Karte)        |           | Teil des Ensembles Bauliche Gesamtanlage Altstadt                                          |    |
| weitere Bilder Fotos hochladen |                                                          | Anger 35 (Karte)        |           | Teil des Ensembles Bauliche Gesamtanlage Altstadt                                          |    |
| weitere Bilder Fotos hochladen |                                                          | Anger 36 (Karte)        |           | Teil des Ensembles Bauliche Gesamtanlage Altstadt                                          |    |
| weitere Bilder Fotos hochladen | Ehemaliger Adelssitz, sogenanntes Haus Dacheröden        | Anger 37 und 38 (Karte) |           | Die Häuser Zum neuen Schiff und Zum güldenen Hecht wurden zu einem Gebäude zusammengefasst |    |
| weitere Bilder Fotos hochladen | Geschäftshaus                                            | Anger 39 (Karte)        |           | einzelnes Kulturdenkmal; Teil des Ensembles Bauliche Gesamtanlage Altstadt                 |    |
| weitere Bilder Fotos hochladen | Wohn- und Geschäftshaus                                  | Anger 41 (Karte)        |           | einzelnes Kulturdenkmal; Teil des Ensembles Bauliche Gesamtanlage Altstadt                 |    |
| weitere Bilder Fotos hochladen |                                                          | Anger 42 (Karte)        |           | Teil des Ensembles Bauliche Gesamtanlage Altstadt                                          |    |
| weitere Bilder Fotos hochladen |                                                          | Anger 43 (Karte)        |           | Teil des Ensembles Bauliche Gesamtanlage Altstadt                                          |    |
| weitere Bilder Fotos hochladen |                                                          | Anger 44 (Karte)        |           | Teil des Ensembles Bauliche Gesamtanlage Altstadt                                          |    |
| weitere Bilder Fotos hochladen |                                                          | Anger 45 (Karte)        |           | Teil des Ensembles Bauliche Gesamtanlage Altstadt                                          |    |
| BW                             | Kelleranlage                                             | Anger 46 (Karte)        |           | einzelnes Kulturdenkmal                                                                    |    |
| weitere Bilder Fotos hochladen |                                                          | Anger 46 (Karte)        |           | Teil des Ensembles Bauliche Gesamtanlage Altstadt                                          |    |
| weitere Bilder Fotos hochladen |                                                          | Anger 47 (Karte)        |           | Teil des Ensembles Bauliche Gesamtanlage Altstadt                                          |    |
| weitere Bilder Fotos hochladen |                                                          | Anger 49 (Karte)        |           | Teil des Ensembles Bauliche Gesamtanlage Altstadt                                          |    |
| weitere Bilder Fotos hochladen |                                                          | Anger 50 (Karte)        |           | Teil des Ensembles Bauliche Gesamtanlage Altstadt                                          |    |
| weitere Bilder Fotos hochladen |                                                          | Anger 51 (Karte)        |           | Teil des Ensembles Bauliche Gesamtanlage Altstadt                                          |    |
| weitere Bilder Fotos hochladen | Bartholomäuskirchturm                                    | Anger 52 (Karte)        |           | einzelnes Kulturdenkmal; Teil des Ensembles Bauliche Gesamtanlage Altstadt                 |    |
| weitere Bilder Fotos hochladen |                                                          | Anger 53 (Karte)        |           | Teil des Ensembles Bauliche Gesamtanlage Altstadt                                          |    |
| weitere Bilder Fotos hochladen |                                                          | Anger 54 (Karte)        |           | Teil des Ensembles Bauliche Gesamtanlage Altstadt                                          |    |
| weitere Bilder Fotos hochladen | Wohn- und Geschäftshaus                                  | Anger 55 (Karte)        |           | einzelnes Kulturdenkmal; Teil des Ensembles Bauliche Gesamtanlage Altstadt                 |    |
| weitere Bilder Fotos hochladen | Wohn- und Geschäftshaus                                  | Anger 56 (Karte)        |           | einzelnes Kulturdenkmal; Teil des Ensembles Bauliche Gesamtanlage Altstadt                 |    |
| weitere Bilder Fotos hochladen |                                                          | Anger 57 (Karte)        |           | Teil des Ensembles Bauliche Gesamtanlage Altstadt                                          |    |
| weitere Bilder Fotos hochladen | Wohn- und Geschäftshaus                                  | Anger 58 (Karte)        |           | Wohn- und Geschäftshaus (+ Bauliche Gesamtanlage Altstadt)                                 |    |
| weitere Bilder Fotos hochladen |                                                          | Anger 59 (Karte)        |           | Teil des Ensembles Bauliche Gesamtanlage Altstadt                                          |    |
| weitere Bilder Fotos hochladen | Wohn- und Geschäftshaus                                  | Anger 60 (Karte)        |           | einzelnes Kulturdenkmal; Teil des Ensembles Bauliche Gesamtanlage Altstadt                 |    |
| weitere Bilder Fotos hochladen |                                                          | Anger 61 (Karte)        |           | Teil des Ensembles Bauliche Gesamtanlage Altstadt                                          |    |
| weitere Bilder Fotos hochladen |                                                          | Anger 62 (Karte)        |           | Teil des Ensembles Bauliche Gesamtanlage Altstadt                                          |    |
| weitere Bilder Fotos hochladen |                                                          | Anger 63 (Karte)        |           | Teil des Ensembles Bauliche Gesamtanlage Altstadt                                          |    |

### Barfüßerstraße
| Bild                                    | Bezeichnung                            | Lage                                              | Datierung | Beschreibung                                                                                | ID |
| --------------------------------------- | -------------------------------------- | ------------------------------------------------- | --------- | ------------------------------------------------------------------------------------------- | -- |
| Direkt Bild zu diesem Denkmal hochladen |                                        | Barfüßerstraße, Flur 135, Flurstücke 127/1, 127/2 |           | Teil des Ensembles Bauliche Gesamtanlage Altstadt                                           |    |
| weitere Bilder Fotos hochladen          |                                        | Barfüßerstraße 1 (Karte)                          |           | Teil des Ensembles Bauliche Gesamtanlage Altstadt                                           |    |
| weitere Bilder Fotos hochladen          |                                        | Barfüßerstraße 2 (Karte)                          |           | Teil des Ensembles Bauliche Gesamtanlage Altstadt                                           |    |
| weitere Bilder Fotos hochladen          |                                        | Barfüßerstraße 3 (Karte)                          |           | Teil des Ensembles Bauliche Gesamtanlage Altstadt                                           |    |
| weitere Bilder Fotos hochladen          |                                        | Barfüßerstraße 9 (Karte)                          |           | Teil des Ensembles Bauliche Gesamtanlage Altstadt                                           |    |
| weitere Bilder Fotos hochladen          |                                        | Barfüßerstraße 16 (Karte)                         |           | Teil des Ensembles Bauliche Gesamtanlage Altstadt                                           |    |
| weitere Bilder Fotos hochladen          |                                        | Barfüßerstraße 17 (Karte)                         |           | Teil des Ensembles Bauliche Gesamtanlage Altstadt                                           |    |
| BW                                      | Keller                                 | Barfüßerstraße 17a (Karte)                        |           | einzelnes Kulturdenkmal                                                                     |    |
| weitere Bilder Fotos hochladen          |                                        | Barfüßerstraße 17a (Karte)                        |           | Teil des Ensembles Bauliche Gesamtanlage Altstadt                                           |    |
| weitere Bilder Fotos hochladen          | Ehemaliges Augustiner-Eremiten-Kloster | Barfüßerstraße 17b (Karte)                        |           | einzelnes Kulturdenkmal; Teil des Ensembles Bauliche Gesamtanlage Altstadt                  |    |
| weitere Bilder Fotos hochladen          |                                        | Barfüßerstraße 18 (Karte)                         |           | Teil des Ensembles Bauliche Gesamtanlage Altstadt                                           |    |
| weitere Bilder Fotos hochladen          |                                        | Barfüßerstraße 18a (Karte)                        |           | Teil des Ensembles Bauliche Gesamtanlage Altstadt                                           |    |
| weitere Bilder Fotos hochladen          | Musikschule                            | Barfüßerstraße 19 (Karte)                         |           | einzelnes Kulturdenkmal; Teil des Ensembles Bauliche Gesamtanlage Altstadt                  |    |
| weitere Bilder Fotos hochladen          | Barfüßerkirche                         | Barfüßerstraße 20 (Karte)                         |           | mit Ausstattung; einzelnes Kulturdenkmal; Teil des Ensembles Bauliche Gesamtanlage Altstadt |    |
| weitere Bilder Fotos hochladen          | Schulgebäude                           | Barfüßerstraße 21 (Karte)                         |           | einzelnes Kulturdenkmal; Teil des Ensembles Bauliche Gesamtanlage Altstadt                  |    |

### Borngasse
| Bild                           | Bezeichnung | Lage                 | Datierung | Beschreibung                                      | ID |
| ------------------------------ | ----------- | -------------------- | --------- | ------------------------------------------------- | -- |
| weitere Bilder Fotos hochladen |             | Borngasse 10 (Karte) |           | Teil des Ensembles Bauliche Gesamtanlage Altstadt |    |
| weitere Bilder Fotos hochladen |             | Borngasse 12 (Karte) |           | Teil des Ensembles Bauliche Gesamtanlage Altstadt |    |

### Eichenstraße
| Bild                           | Bezeichnung | Lage                   | Datierung | Beschreibung                                      | ID |
| ------------------------------ | ----------- | ---------------------- | --------- | ------------------------------------------------- | -- |
| weitere Bilder Fotos hochladen |             | Eichenstraße 7 (Karte) |           | Teil des Ensembles Bauliche Gesamtanlage Altstadt |    |
| weitere Bilder Fotos hochladen |             | Eichenstraße 8 (Karte) |           | Teil des Ensembles Bauliche Gesamtanlage Altstadt |    |

### Farbengasse
| Bild                           | Bezeichnung | Lage                   | Datierung | Beschreibung                                                  | ID |
| ------------------------------ | ----------- | ---------------------- | --------- | ------------------------------------------------------------- | -- |
| weitere Bilder Fotos hochladen |             | Farbengasse 1 (Karte)  |           | Teil des Ensembles Bauliche Gesamtanlage Altstadt             |    |
| weitere Bilder Fotos hochladen |             | Farbengasse 1a (Karte) |           | Teil des Ensembles Bauliche Gesamtanlage Altstadt             |    |
| weitere Bilder Fotos hochladen |             | Farbengasse 2 (Karte)  |           | Teil des Ensembles Bauliche Gesamtanlage Altstadt             |    |
| weitere Bilder Fotos hochladen |             | Farbengasse 3 (Karte)  |           | Teil des Ensembles Bauliche Gesamtanlage Altstadt             |    |
| weitere Bilder Fotos hochladen |             | Farbengasse 4 (Karte)  |           | abgerissen; Teil des Ensembles Bauliche Gesamtanlage Altstadt |    |
| weitere Bilder Fotos hochladen |             | Farbengasse 5 (Karte)  |           | abgerissen; Teil des Ensembles Bauliche Gesamtanlage Altstadt |    |
| weitere Bilder Fotos hochladen |             | Farbengasse 6 (Karte)  |           | Teil des Ensembles Bauliche Gesamtanlage Altstadt             |    |

### Faustgäßchen
| Bild                           | Bezeichnung | Lage                   | Datierung | Beschreibung                                      | ID |
| ------------------------------ | ----------- | ---------------------- | --------- | ------------------------------------------------- | -- |
| weitere Bilder Fotos hochladen |             | Faustgäßchen 4 (Karte) |           | Teil des Ensembles Bauliche Gesamtanlage Altstadt |    |

### Fischersand
| Bild                                    | Bezeichnung             | Lage                                                  | Datierung | Beschreibung                                                                                      | ID |
| --------------------------------------- | ----------------------- | ----------------------------------------------------- | --------- | ------------------------------------------------------------------------------------------------- | -- |
| weitere Bilder Fotos hochladen          | Wohn- und Geschäftshaus | Fischersand 1 (Karte)                                 |           | einzelnes Kulturdenkmal; Teil des Ensembles Bauliche Gesamtanlage Altstadt                        |    |
| weitere Bilder Fotos hochladen          |                         | Fischersand 2 (Karte)                                 |           | Teil des Ensembles Bauliche Gesamtanlage Altstadt                                                 |    |
| weitere Bilder Fotos hochladen          |                         | Fischersand 3 (Karte)                                 |           | Teil des Ensembles Bauliche Gesamtanlage Altstadt                                                 |    |
| weitere Bilder Fotos hochladen          |                         | Fischersand 5 (Karte)                                 |           | Teil des Ensembles Bauliche Gesamtanlage Altstadt                                                 |    |
| BW                                      |                         | Fischersand 5a (Karte)                                |           | Teil des Ensembles Bauliche Gesamtanlage Altstadt                                                 |    |
| weitere Bilder Fotos hochladen          |                         | Fischersand 6 (Karte)                                 |           | Teil des Ensembles Bauliche Gesamtanlage Altstadt                                                 |    |
| weitere Bilder Fotos hochladen          |                         | Fischersand 7 (Karte)                                 |           | Teil des Ensembles Bauliche Gesamtanlage Altstadt                                                 |    |
| weitere Bilder Fotos hochladen          |                         | Fischersand 9 (Karte)                                 |           | Teil des Ensembles Bauliche Gesamtanlage Altstadt                                                 |    |
| weitere Bilder Fotos hochladen          |                         | Fischersand 10 (Karte)                                |           | Teil des Ensembles Bauliche Gesamtanlage Altstadt                                                 |    |
| weitere Bilder Fotos hochladen          | Wohnhaus                | Fischersand 11 (Karte)                                |           | einzelnes Kulturdenkmal; Teil des Ensembles Bauliche Gesamtanlage Altstadt                        |    |
| Direkt Bild zu diesem Denkmal hochladen | Hofgebäude              | Fischersand 11                                        |           | einzelnes Kulturdenkmal; Teil des Ensembles Bauliche Gesamtanlage Altstadt; vermutlich abgegangen |    |
| weitere Bilder Fotos hochladen          | Wohnhaus                | Fischersand 12 (Karte)                                |           | einzelnes Kulturdenkmal; Teil des Ensembles Bauliche Gesamtanlage Altstadt                        |    |
| BW                                      | Hofgebäude              | Fischersand 12 (Karte)                                |           | einzelnes Kulturdenkmal; Teil des Ensembles Bauliche Gesamtanlage Altstadt                        |    |
| weitere Bilder Fotos hochladen          | Wohnhaus                | Fischersand 13 (Karte)                                |           | einzelnes Kulturdenkmal; Teil des Ensembles Bauliche Gesamtanlage Altstadt                        |    |
| weitere Bilder Fotos hochladen          |                         | Fischersand 19 (Karte)                                |           | Teil des Ensembles Bauliche Gesamtanlage Altstadt                                                 |    |
| weitere Bilder Fotos hochladen          |                         | Fischersand 20 (Karte)                                |           | Teil des Ensembles Bauliche Gesamtanlage Altstadt                                                 |    |
| weitere Bilder Fotos hochladen          |                         | Fischersand 21 (Karte)                                |           | Teil des Ensembles Bauliche Gesamtanlage Altstadt                                                 |    |
| weitere Bilder Fotos hochladen          |                         | Fischersand 22 (Karte)                                |           | Teil des Ensembles Bauliche Gesamtanlage Altstadt                                                 |    |
| weitere Bilder Fotos hochladen          |                         | Fischersand 23 (Karte)                                |           | Teil des Ensembles Bauliche Gesamtanlage Altstadt                                                 |    |
| weitere Bilder Fotos hochladen          | Brunnenkirche           | Fischersand 24 (Karte)                                |           | mit Ausstattung einzelnes Kulturdenkmal; Teil des Ensembles Bauliche Gesamtanlage Altstadt        |    |
| weitere Bilder Fotos hochladen          | Einfriedung             | Fischersand 24 (Karte)                                |           | einzelnes Kulturdenkmal; Teil des Ensembles Bauliche Gesamtanlage Altstadt                        |    |
| BW                                      |                         | Fischersand 25 (Karte)                                |           | Teil des Ensembles Bauliche Gesamtanlage Altstadt                                                 |    |
| weitere Bilder Fotos hochladen          |                         | Fischersand 26 (Karte)                                |           | Teil des Ensembles Bauliche Gesamtanlage Altstadt                                                 |    |
| weitere Bilder Fotos hochladen          |                         | Fischersand 27 (Karte)                                |           | Teil des Ensembles Bauliche Gesamtanlage Altstadt                                                 |    |
| weitere Bilder Fotos hochladen          |                         | Fischersand 28 (Karte)                                |           | Teil des Ensembles Bauliche Gesamtanlage Altstadt                                                 |    |
| weitere Bilder Fotos hochladen          |                         | Fischersand 29, Flur 144, Flurstück 12 und 12 (Karte) |           | Teil des Ensembles Bauliche Gesamtanlage Altstadt                                                 |    |
| weitere Bilder Fotos hochladen          |                         | Fischersand 31 (Karte)                                |           | Teil des Ensembles Bauliche Gesamtanlage Altstadt                                                 |    |
| weitere Bilder Fotos hochladen          | Wohnhaus                | Fischersand 32 (Karte)                                |           | einzelnes Kulturdenkmal; Teil des Ensembles Bauliche Gesamtanlage Altstadt                        |    |
| weitere Bilder Fotos hochladen          |                         | Fischersand 33 (Karte)                                |           | Teil des Ensembles Bauliche Gesamtanlage Altstadt                                                 |    |
| weitere Bilder Fotos hochladen          |                         | Fischersand 36 (Karte)                                |           | Teil des Ensembles Bauliche Gesamtanlage Altstadt                                                 |    |
| weitere Bilder Fotos hochladen          |                         | Fischersand 37 (Karte)                                |           | Teil des Ensembles Bauliche Gesamtanlage Altstadt                                                 |    |
| weitere Bilder Fotos hochladen          |                         | Fischersand 39 (Karte)                                |           | Teil des Ensembles Bauliche Gesamtanlage Altstadt                                                 |    |
| weitere Bilder Fotos hochladen          |                         | Fischersand 41 (Karte)                                |           | Teil des Ensembles Bauliche Gesamtanlage Altstadt                                                 |    |
| weitere Bilder Fotos hochladen          |                         | Fischersand 42 (Karte)                                |           | Teil des Ensembles Bauliche Gesamtanlage Altstadt                                                 |    |
| weitere Bilder Fotos hochladen          |                         | Fischersand 43 (Karte)                                |           | Teil des Ensembles Bauliche Gesamtanlage Altstadt                                                 |    |
| weitere Bilder Fotos hochladen          | Wohnhaus                | Fischersand 44 (Karte)                                |           | einzelnes Kulturdenkmal; Teil des Ensembles Bauliche Gesamtanlage Altstadt                        |    |
| weitere Bilder Fotos hochladen          |                         | Fischersand 45 (Karte)                                |           | Teil des Ensembles Bauliche Gesamtanlage Altstadt                                                 |    |
| Fotos hochladen                         |                         | Fischersand 46 (Karte)                                |           | Teil des Ensembles Bauliche Gesamtanlage Altstadt                                                 |    |
| Fotos hochladen                         |                         | Fischersand 47 (Karte)                                |           | Teil des Ensembles Bauliche Gesamtanlage Altstadt                                                 |    |
| Fotos hochladen                         |                         | Fischersand 48 (Karte)                                |           | Teil des Ensembles Bauliche Gesamtanlage Altstadt                                                 |    |
| Fotos hochladen                         |                         | Fischersand 49 (Karte)                                |           | Teil des Ensembles Bauliche Gesamtanlage Altstadt                                                 |    |
| Fotos hochladen                         |                         | Fischersand 50 (Karte)                                |           | Teil des Ensembles Bauliche Gesamtanlage Altstadt                                                 |    |
| BW                                      |                         | Fischersand 51 (Karte)                                |           | Teil des Ensembles Bauliche Gesamtanlage Altstadt                                                 |    |
| weitere Bilder Fotos hochladen          |                         | Fischersand 52 (Karte)                                |           | Teil des Ensembles Bauliche Gesamtanlage Altstadt                                                 |    |
| weitere Bilder Fotos hochladen          |                         | Fischersand 53 (Karte)                                |           | Teil des Ensembles Bauliche Gesamtanlage Altstadt                                                 |    |
| weitere Bilder Fotos hochladen          |                         | Fischersand 54 (Karte)                                |           | Teil des Ensembles Bauliche Gesamtanlage Altstadt                                                 |    |
| weitere Bilder Fotos hochladen          |                         | Fischersand 55 (Karte)                                |           | Teil des Ensembles Bauliche Gesamtanlage Altstadt                                                 |    |
| weitere Bilder Fotos hochladen          |                         | Fischersand 56 (Karte)                                |           | Teil des Ensembles Bauliche Gesamtanlage Altstadt                                                 |    |
| weitere Bilder Fotos hochladen          |                         | Fischersand 57 (Karte)                                |           | Teil des Ensembles Bauliche Gesamtanlage Altstadt                                                 |    |
| weitere Bilder Fotos hochladen          |                         | Fischersand 58 (Karte)                                |           | Teil des Ensembles Bauliche Gesamtanlage Altstadt                                                 |    |
| weitere Bilder Fotos hochladen          |                         | Fischersand 59 (Karte)                                |           | Teil des Ensembles Bauliche Gesamtanlage Altstadt                                                 |    |
| weitere Bilder Fotos hochladen          |                         | Fischersand 60 (Karte)                                |           | Teil des Ensembles Bauliche Gesamtanlage Altstadt                                                 |    |

|}

### Grafengasse
| Bild                           | Bezeichnung | Lage                   | Datierung | Beschreibung                                      | ID |
| ------------------------------ | ----------- | ---------------------- | --------- | ------------------------------------------------- | -- |
| weitere Bilder Fotos hochladen |             | Grafengasse 1 (Karte)  |           | Teil des Ensembles Bauliche Gesamtanlage Altstadt |    |
| weitere Bilder Fotos hochladen |             | Grafengasse 2 (Karte)  |           | Teil des Ensembles Bauliche Gesamtanlage Altstadt |    |
| weitere Bilder Fotos hochladen |             | Grafengasse 5 (Karte)  |           | Teil des Ensembles Bauliche Gesamtanlage Altstadt |    |
| weitere Bilder Fotos hochladen |             | Grafengasse 6 (Karte)  |           | Teil des Ensembles Bauliche Gesamtanlage Altstadt |    |
| weitere Bilder Fotos hochladen |             | Grafengasse 7 (Karte)  |           | Teil des Ensembles Bauliche Gesamtanlage Altstadt |    |
| weitere Bilder Fotos hochladen |             | Grafengasse 8 (Karte)  |           | Teil des Ensembles Bauliche Gesamtanlage Altstadt |    |
| weitere Bilder Fotos hochladen |             | Grafengasse 9 (Karte)  |           | Teil des Ensembles Bauliche Gesamtanlage Altstadt |    |
| weitere Bilder Fotos hochladen |             | Grafengasse 10 (Karte) |           | Teil des Ensembles Bauliche Gesamtanlage Altstadt |    |
| weitere Bilder Fotos hochladen |             | Grafengasse 12 (Karte) |           | Teil des Ensembles Bauliche Gesamtanlage Altstadt |    |
| weitere Bilder Fotos hochladen |             | Grafengasse 13 (Karte) |           | Teil des Ensembles Bauliche Gesamtanlage Altstadt |    |
| weitere Bilder Fotos hochladen |             | Grafengasse 15 (Karte) |           | Teil des Ensembles Bauliche Gesamtanlage Altstadt |    |
| weitere Bilder Fotos hochladen |             | Grafengasse 20 (Karte) |           | Teil des Ensembles Bauliche Gesamtanlage Altstadt |    |
| weitere Bilder Fotos hochladen |             | Grafengasse 27 (Karte) |           | Teil des Ensembles Bauliche Gesamtanlage Altstadt |    |
| weitere Bilder Fotos hochladen |             | Grafengasse 28 (Karte) |           | Teil des Ensembles Bauliche Gesamtanlage Altstadt |    |
| weitere Bilder Fotos hochladen |             | Grafengasse 29 (Karte) |           | Teil des Ensembles Bauliche Gesamtanlage Altstadt |    |
| weitere Bilder Fotos hochladen |             | Grafengasse 30 (Karte) |           | Teil des Ensembles Bauliche Gesamtanlage Altstadt |    |
| weitere Bilder Fotos hochladen |             | Grafengasse 31 (Karte) |           | Teil des Ensembles Bauliche Gesamtanlage Altstadt |    |

### Hirschgarten
| Bild                           | Bezeichnung                          | Lage                                                   | Datierung | Beschreibung | ID |
| ------------------------------ | ------------------------------------ | ------------------------------------------------------ | --------- | --- | -- |
| weitere Bilder Fotos hochladen | Grünfläche, sogenannter Hirschgarten | Flur 134, Flurstücke 132/1, 134/1,134/2, 151/2 (Karte) |           | historischer Hirschgarten, 18. Jahrhundert; Teil des Ensembles Bauliche Gesamtanlage Altstadt                                     |    |
| weitere Bilder Fotos hochladen | Grünfläche                           | (Karte)                                                |           | westlicher Erweiterung des historischen Hirschgartens auf einem Abbruchgelände; Teil des Ensembles Bauliche Gesamtanlage Altstadt |    |

### Klostergang
| Bild                           | Bezeichnung        | Lage                  | Datierung | Beschreibung                                                               | ID |
| ------------------------------ | ------------------ | --------------------- | --------- | -------------------------------------------------------------------------- | -- |
| Fotos hochladen                | Verwaltungsgebäude | Klostergang 2 (Karte) |           | einzelnes Kulturdenkmal; Teil des Ensembles Bauliche Gesamtanlage Altstadt |    |
| weitere Bilder Fotos hochladen | Schauspielhaus     | Klostergang 4 (Karte) |           | einzelnes Kulturdenkmal; Teil des Ensembles Bauliche Gesamtanlage Altstadt |    |
| weitere Bilder Fotos hochladen |                    | Klostergang 6 (Karte) |           | Teil des Ensembles Bauliche Gesamtanlage Altstadt                          |    |

### Lange Brücke
| Bild                           | Bezeichnung                         | Lage                                         | Datierung | Beschreibung                                                               | ID |
| ------------------------------ | ----------------------------------- | -------------------------------------------- | --------- | -------------------------------------------------------------------------- | -- |
| weitere Bilder Fotos hochladen | Brücke über den Bergstrom           | Lange Brücke, Flur 142, Fl.st. 127/4 (Karte) |           | einzelnes Kulturdenkmal                                                    |    |
| weitere Bilder Fotos hochladen | Brücke über den Walkstrom           | Lange Brücke, Flur 142, Fl.st. 127/4 (Karte) |           | einzelnes Kulturdenkmal                                                    |    |
| BW                             |                                     | Lange Brücke 13 (Karte)                      |           | Teil des Ensembles Bauliche Gesamtanlage Altstadt                          |    |
| weitere Bilder Fotos hochladen |                                     | Lange Brücke 16 (Karte)                      |           | Teil des Ensembles Bauliche Gesamtanlage Altstadt                          |    |
| weitere Bilder Fotos hochladen | Wohn- und Geschäftshaus             | Lange Brücke 17 (Karte)                      |           | einzelnes Kulturdenkmal; Teil des Ensembles Bauliche Gesamtanlage Altstadt |    |
| weitere Bilder Fotos hochladen |                                     | Lange Brücke 18 (Karte)                      |           | Teil des Ensembles Bauliche Gesamtanlage Altstadt                          |    |
| weitere Bilder Fotos hochladen |                                     | Lange Brücke 20 (Karte)                      |           | Teil des Ensembles Bauliche Gesamtanlage Altstadt                          |    |
| weitere Bilder Fotos hochladen |                                     | Lange Brücke 21 (Karte)                      |           | Teil des Ensembles Bauliche Gesamtanlage Altstadt                          |    |
| weitere Bilder Fotos hochladen |                                     | Lange Brücke 25 (Karte)                      |           | Teil des Ensembles Bauliche Gesamtanlage Altstadt                          |    |
| weitere Bilder Fotos hochladen | Wohn- und Geschäftshaus             | Lange Brücke 26 (Karte)                      |           | einzelnes Kulturdenkmal; Teil des Ensembles Bauliche Gesamtanlage Altstadt |    |
| weitere Bilder Fotos hochladen | Wohn- und Geschäftshaus             | Lange Brücke 27 (Karte)                      |           | einzelnes Kulturdenkmal; Teil des Ensembles Bauliche Gesamtanlage Altstadt |    |
| weitere Bilder Fotos hochladen | Wohn- und Geschäftshaus             | Lange Brücke 28 (Karte)                      |           | einzelnes Kulturdenkmal; Teil des Ensembles Bauliche Gesamtanlage Altstadt |    |
| weitere Bilder Fotos hochladen | Bauteile der ehemaligen Vituskirche | Lange Brücke 29 (Karte)                      |           | einzelnes Kulturdenkmal; Teil des Ensembles Bauliche Gesamtanlage Altstadt |    |
| weitere Bilder Fotos hochladen |                                     | Lange Brücke 30 (Karte)                      |           | Teil des Ensembles Bauliche Gesamtanlage Altstadt                          |    |
| weitere Bilder Fotos hochladen |                                     | Lange Brücke 31 (Karte)                      |           | Teil des Ensembles Bauliche Gesamtanlage Altstadt                          |    |
| weitere Bilder Fotos hochladen |                                     | Lange Brücke 32 (Karte)                      |           | Teil des Ensembles Bauliche Gesamtanlage Altstadt                          |    |
| weitere Bilder Fotos hochladen |                                     | Lange Brücke 33 (Karte)                      |           | Teil des Ensembles Bauliche Gesamtanlage Altstadt                          |    |
| weitere Bilder Fotos hochladen | Wohn- und Geschäftshaus             | Lange Brücke 35 (Karte)                      |           | einzelnes Kulturdenkmal; Teil des Ensembles Bauliche Gesamtanlage Altstadt |    |
| weitere Bilder Fotos hochladen | Seitenflügel                        | Lange Brücke 35 (Karte)                      |           | einzelnes Kulturdenkmal; Teil des Ensembles Bauliche Gesamtanlage Altstadt |    |
| weitere Bilder Fotos hochladen | Stadthof Zum Bürgerstreit           | Lange Brücke 36 (Karte)                      |           | einzelnes Kulturdenkmal; Teil des Ensembles Bauliche Gesamtanlage Altstadt |    |
| weitere Bilder Fotos hochladen |                                     | Lange Brücke 37 (Karte)                      |           | Teil des Ensembles Bauliche Gesamtanlage Altstadt                          |    |
| weitere Bilder Fotos hochladen |                                     | Lange Brücke 37a (Karte)                     |           | Teil des Ensembles Bauliche Gesamtanlage Altstadt                          |    |
| weitere Bilder Fotos hochladen |                                     | Lange Brücke 38 (Karte)                      |           | Teil des Ensembles Bauliche Gesamtanlage Altstadt                          |    |
| weitere Bilder Fotos hochladen |                                     | Lange Brücke 39 (Karte)                      |           | Teil des Ensembles Bauliche Gesamtanlage Altstadt                          |    |
| weitere Bilder Fotos hochladen |                                     | Lange Brücke 40 (Karte)                      |           | Teil des Ensembles Bauliche Gesamtanlage Altstadt                          |    |
| weitere Bilder Fotos hochladen |                                     | Lange Brücke 41 (Karte)                      |           | Teil des Ensembles Bauliche Gesamtanlage Altstadt                          |    |
| weitere Bilder Fotos hochladen |                                     | Lange Brücke 42 (Karte)                      |           | Teil des Ensembles Bauliche Gesamtanlage Altstadt                          |    |
| weitere Bilder Fotos hochladen |                                     | Lange Brücke 43 (Karte)                      |           | Teil des Ensembles Bauliche Gesamtanlage Altstadt                          |    |
| weitere Bilder Fotos hochladen |                                     | Lange Brücke 44 (Karte)                      |           | Teil des Ensembles Bauliche Gesamtanlage Altstadt                          |    |
| BW                             | Kelleranlage                        | Lange Brücke 45 (Karte)                      |           | einzelnes Kulturdenkmal                                                    |    |
| weitere Bilder Fotos hochladen |                                     | Lange Brücke 45 (Karte)                      |           | Teil des Ensembles Bauliche Gesamtanlage Altstadt                          |    |
| weitere Bilder Fotos hochladen |                                     | Lange Brücke 46 (Karte)                      |           | Teil des Ensembles Bauliche Gesamtanlage Altstadt                          |    |
| weitere Bilder Fotos hochladen |                                     | Lange Brücke 48 (Karte)                      |           | Teil des Ensembles Bauliche Gesamtanlage Altstadt                          |    |
| weitere Bilder Fotos hochladen |                                     | Lange Brücke 49 (Karte)                      |           | Teil des Ensembles Bauliche Gesamtanlage Altstadt                          |    |
| weitere Bilder Fotos hochladen |                                     | Lange Brücke 50 (Karte)                      |           | Teil des Ensembles Bauliche Gesamtanlage Altstadt                          |    |
| weitere Bilder Fotos hochladen | Bauernhof                           | Lange Brücke 51 (Karte)                      |           | Teil des Ensembles Bauliche Gesamtanlage Altstadt                          |    |

### Lilienstraße
| Bild                           | Bezeichnung    | Lage                    | Datierung | Beschreibung                                                               | ID |
| ------------------------------ | -------------- | ----------------------- | --------- | -------------------------------------------------------------------------- | -- |
| weitere Bilder Fotos hochladen |                | Lilienstraße 8a (Karte) |           | Teil des Ensembles Bauliche Gesamtanlage Altstadt                          |    |
| weitere Bilder Fotos hochladen |                | Lilienstraße 8b (Karte) |           | Teil des Ensembles Bauliche Gesamtanlage Altstadt                          |    |
| weitere Bilder Fotos hochladen |                | Lilienstraße 9 (Karte)  |           | Teil des Ensembles Bauliche Gesamtanlage Altstadt                          |    |
| weitere Bilder Fotos hochladen |                | Lilienstraße 10 (Karte) |           | Teil des Ensembles Bauliche Gesamtanlage Altstadt                          |    |
| weitere Bilder Fotos hochladen |                | Lilienstraße 11 (Karte) |           | Teil des Ensembles Bauliche Gesamtanlage Altstadt                          |    |
| weitere Bilder Fotos hochladen |                | Lilienstraße 12 (Karte) |           | Teil des Ensembles Bauliche Gesamtanlage Altstadt                          |    |
| weitere Bilder Fotos hochladen |                | Lilienstraße 13 (Karte) |           | Teil des Ensembles Bauliche Gesamtanlage Altstadt                          |    |
| weitere Bilder Fotos hochladen | Schauspielhaus | Lilienstraße 14 (Karte) |           | einzelnes Kulturdenkmal; Teil des Ensembles Bauliche Gesamtanlage Altstadt |    |

### Malzgasse
| Bild                           | Bezeichnung                                 | Lage                | Datierung | Beschreibung                                                               | ID |
| ------------------------------ | ------------------------------------------- | ------------------- | --------- | -------------------------------------------------------------------------- | -- |
| weitere Bilder Fotos hochladen | Wohnhaus                                    | Malzgasse 2 (Karte) |           | einzelnes Kulturdenkmal; Teil des Ensembles Bauliche Gesamtanlage Altstadt |    |
| weitere Bilder Fotos hochladen | Stadthof, ehemaliger Sächsischer Geleitshof | Malzgasse 7 (Karte) |           | einzelnes Kulturdenkmal; Teil des Ensembles Bauliche Gesamtanlage Altstadt |    |

### Marstallstraße
| Bild                           | Bezeichnung             | Lage                      | Datierung | Beschreibung                                                               | ID |
| ------------------------------ | ----------------------- | ------------------------- | --------- | -------------------------------------------------------------------------- | -- |
| weitere Bilder Fotos hochladen |                         | Marstallstraße 1 (Karte)  |           | Teil des Ensembles Bauliche Gesamtanlage Altstadt                          |    |
| weitere Bilder Fotos hochladen |                         | Marstallstraße 2 (Karte)  |           | Teil des Ensembles Bauliche Gesamtanlage Altstadt                          |    |
| weitere Bilder Fotos hochladen |                         | Marstallstraße 3 (Karte)  |           | Teil des Ensembles Bauliche Gesamtanlage Altstadt                          |    |
| weitere Bilder Fotos hochladen |                         | Marstallstraße 4 (Karte)  |           | Teil des Ensembles Bauliche Gesamtanlage Altstadt                          |    |
| weitere Bilder Fotos hochladen |                         | Marstallstraße 5 (Karte)  |           | Teil des Ensembles Bauliche Gesamtanlage Altstadt                          |    |
| weitere Bilder Fotos hochladen |                         | Marstallstraße 6 (Karte)  |           | Teil des Ensembles Bauliche Gesamtanlage Altstadt                          |    |
| weitere Bilder Fotos hochladen |                         | Marstallstraße 7 (Karte)  |           | Teil des Ensembles Bauliche Gesamtanlage Altstadt                          |    |
| weitere Bilder Fotos hochladen | Wohn- und Geschäftshaus | Marstallstraße 8 (Karte)  |           | einzelnes Kulturdenkmal; Teil des Ensembles Bauliche Gesamtanlage Altstadt |    |
| weitere Bilder Fotos hochladen | Wohn- und Geschäftshaus | Marstallstraße 9 (Karte)  |           | einzelnes Kulturdenkmal; Teil des Ensembles Bauliche Gesamtanlage Altstadt |    |
| weitere Bilder Fotos hochladen |                         | Marstallstraße 10 (Karte) |           | Teil des Ensembles Bauliche Gesamtanlage Altstadt                          |    |
| weitere Bilder Fotos hochladen |                         | Marstallstraße 11 (Karte) |           | Teil des Ensembles Bauliche Gesamtanlage Altstadt                          |    |
| weitere Bilder Fotos hochladen | Theater                 | Marstallstraße 12 (Karte) |           | einzelnes Kulturdenkmal; Teil des Ensembles Bauliche Gesamtanlage Altstadt |    |
| weitere Bilder Fotos hochladen |                         | Marstallstraße 13 (Karte) |           | Teil des Ensembles Bauliche Gesamtanlage Altstadt                          |    |
| weitere Bilder Fotos hochladen |                         | Marstallstraße 16 (Karte) |           | Teil des Ensembles Bauliche Gesamtanlage Altstadt                          |    |

### Meister-Eckehart-Straße
| Bild                           | Bezeichnung                                           | Lage                              | Datierung | Beschreibung                                                               | ID |
| ------------------------------ | ----------------------------------------------------- | --------------------------------- | --------- | -------------------------------------------------------------------------- | -- |
| weitere Bilder Fotos hochladen | Brücke                                                | Meister-Eckehart-Straße (Karte)   |           | Brücke über den Breitstrom                                                 |    |
| weitere Bilder Fotos hochladen | Klosteranlage, ehemaliges Augustiner-Eremiten-Kloster | Meister-Eckehart-Straße 2 (Karte) |           | einzelnes Kulturdenkmal; Teil des Ensembles Bauliche Gesamtanlage Altstadt |    |
| weitere Bilder Fotos hochladen |                                                       | Meister-Eckehart-Straße 3 (Karte) |           | Teil des Ensembles Bauliche Gesamtanlage Altstadt                          |    |
| weitere Bilder Fotos hochladen |                                                       | Meister-Eckehart-Straße 4 (Karte) |           | Teil des Ensembles Bauliche Gesamtanlage Altstadt                          |    |
| weitere Bilder Fotos hochladen |                                                       | Meister-Eckehart-Straße 5 (Karte) |           | Teil des Ensembles Bauliche Gesamtanlage Altstadt                          |    |

### Neuwerkstraße
| Bild                           | Bezeichnung             | Lage                      | Datierung | Beschreibung | ID |
| ------------------------------ | ----------------------- | ------------------------- | --------- | --- | -- |
| weitere Bilder Fotos hochladen |                         | Neuwerkstraße 1 (Karte)   |           | Teil des Ensembles Bauliche Gesamtanlage Altstadt                                                                                  |    |
| weitere Bilder Fotos hochladen | Wohn- und Geschäftshaus | Neuwerkstraße 2 (Karte)   |           | einzelnes Kulturdenkmal; Teil des Ensembles Bauliche Gesamtanlage Altstadt                                                         |    |
| weitere Bilder Fotos hochladen |                         | Neuwerkstraße 3 (Karte)   |           | Teil des Ensembles Bauliche Gesamtanlage Altstadt                                                                                  |    |
| weitere Bilder Fotos hochladen |                         | Neuwerkstraße 6 (Karte)   |           | Teil des Ensembles Bauliche Gesamtanlage Altstadt                                                                                  |    |
| weitere Bilder Fotos hochladen | Wohn- und Geschäftshaus | Neuwerkstraße 7 (Karte)   |           | einzelnes Kulturdenkmal; Teil des Ensembles Bauliche Gesamtanlage Altstadt                                                         |    |
| weitere Bilder Fotos hochladen |                         | Neuwerkstraße 8 (Karte)   |           | Teil des Ensembles Bauliche Gesamtanlage Altstadt                                                                                  |    |
| weitere Bilder Fotos hochladen | Wohn- und Geschäftshaus | Neuwerkstraße 9 (Karte)   |           | einzelnes Kulturdenkmal; Teil des Ensembles Bauliche Gesamtanlage Altstadt                                                         |    |
| weitere Bilder Fotos hochladen | Geschäftshaus           | Neuwerkstraße 10 (Karte)  |           | einzelnes Kulturdenkmal; Teil des Ensembles Bauliche Gesamtanlage Altstadt                                                         |    |
| BW                             |                         | Neuwerkstraße 24 (Karte)  |           | Teil des Ensembles Bauliche Gesamtanlage Altstadt                                                                                  |    |
| weitere Bilder Fotos hochladen |                         | Neuwerkstraße 25 (Karte)  |           | Teil des Ensembles Bauliche Gesamtanlage Altstadt                                                                                  |    |
| weitere Bilder Fotos hochladen |                         | Neuwerkstraße 26 (Karte)  |           | Teil des Ensembles Bauliche Gesamtanlage Altstadt                                                                                  |    |
| weitere Bilder Fotos hochladen |                         | Neuwerkstraße 27 (Karte)  |           | Teil des Ensembles Bauliche Gesamtanlage Altstadt                                                                                  |    |
| weitere Bilder Fotos hochladen |                         | Neuwerkstraße 28 (Karte)  |           | Teil des Ensembles Bauliche Gesamtanlage Altstadt                                                                                  |    |
| weitere Bilder Fotos hochladen | Wohn- und Geschäftshaus | Neuwerkstraße 29 (Karte)  |           | einzelnes Kulturdenkmal; Kennzeichnendes Straßen- und Platzbild Karl-Marx-Platz; Teil des Ensembles Bauliche Gesamtanlage Altstadt |    |
| weitere Bilder Fotos hochladen | Geschäftshaus           | Neuwerkstraße 30 (Karte)  |           | einzelnes Kulturdenkmal; Kennzeichnendes Straßen- und Platzbild Karl-Marx-Platz; Teil des Ensembles Bauliche Gesamtanlage Altstadt |    |
| weitere Bilder Fotos hochladen |                         | Neuwerkstraße 31 (Karte)  |           | Kennzeichnendes Straßen- und Platzbild Karl-Marx-Platz; Teil des Ensembles Bauliche Gesamtanlage Altstadt                          |    |
| weitere Bilder Fotos hochladen |                         | Neuwerkstraße 32 (Karte)  |           | Teil des Ensembles Bauliche Gesamtanlage Altstadt                                                                                  |    |
| weitere Bilder Fotos hochladen |                         | Neuwerkstraße 34 (Karte)  |           | Teil des Ensembles Bauliche Gesamtanlage Altstadt                                                                                  |    |
| weitere Bilder Fotos hochladen |                         | Neuwerkstraße 35 (Karte)  |           | Teil des Ensembles Bauliche Gesamtanlage Altstadt                                                                                  |    |
| weitere Bilder Fotos hochladen |                         | Neuwerkstraße 36 (Karte)  |           | Teil des Ensembles Bauliche Gesamtanlage Altstadt                                                                                  |    |
| weitere Bilder Fotos hochladen |                         | Neuwerkstraße 36a (Karte) |           | Teil des Ensembles Bauliche Gesamtanlage Altstadt                                                                                  |    |
| weitere Bilder Fotos hochladen |                         | Neuwerkstraße 37 (Karte)  |           | Teil des Ensembles Bauliche Gesamtanlage Altstadt                                                                                  |    |
| weitere Bilder Fotos hochladen |                         | Neuwerkstraße 38 (Karte)  |           | Teil des Ensembles Bauliche Gesamtanlage Altstadt                                                                                  |    |
| weitere Bilder Fotos hochladen |                         | Neuwerkstraße 45 (Karte)  |           | Teil des Ensembles Bauliche Gesamtanlage Altstadt                                                                                  |    |
| weitere Bilder Fotos hochladen |                         | Neuwerkstraße 47 (Karte)  |           | Teil des Ensembles Bauliche Gesamtanlage Altstadt                                                                                  |    |
| weitere Bilder Fotos hochladen |                         | Neuwerkstraße 47a (Karte) |           | Teil des Ensembles Bauliche Gesamtanlage Altstadt                                                                                  |    |
| weitere Bilder Fotos hochladen | Wohn- und Geschäftshaus | Neuwerkstraße 50 (Karte)  |           | einzelnes Kulturdenkmal; Teil des Ensembles Bauliche Gesamtanlage Altstadt                                                         |    |
| weitere Bilder Fotos hochladen |                         | Neuwerkstraße 51 (Karte)  |           | Teil des Ensembles Bauliche Gesamtanlage Altstadt                                                                                  |    |
| weitere Bilder Fotos hochladen |                         | Neuwerkstraße 52 (Karte)  |           | Teil des Ensembles Bauliche Gesamtanlage Altstadt                                                                                  |    |

### Regierungsstraße
| Bild                           | Bezeichnung                                             | Lage                         | Datierung | Beschreibung                                                                                | ID |
| ------------------------------ | ------------------------------------------------------- | ---------------------------- | --------- | ------------------------------------------------------------------------------------------- | -- |
| weitere Bilder Fotos hochladen | Wohn- und Geschäftshaus                                 | Regierungsstraße 2 (Karte)   |           | einzelnes Kulturdenkmal; Teil des Ensembles Bauliche Gesamtanlage Altstadt                  |    |
| weitere Bilder Fotos hochladen | Wohn- und Geschäftshaus                                 | Regierungsstraße 3 (Karte)   |           | Wohn- und Geschäftshaus (+ Bauliche Gesamtanlage Altstadt)                                  |    |
| weitere Bilder Fotos hochladen | Wohn- und Geschäftshaus                                 | Regierungsstraße 4 (Karte)   |           | einzelnes Kulturdenkmal; Teil des Ensembles Bauliche Gesamtanlage Altstadt                  |    |
| weitere Bilder Fotos hochladen | Ehemaliges Statthalterpalais, östliches Wachhaus        | Regierungsstraße 5 (Karte)   |           | einzelnes Kulturdenkmal; Teil des Ensembles Bauliche Gesamtanlage Altstadt                  |    |
| weitere Bilder Fotos hochladen | Ehemaliges Statthalterpalais, westliches Wachhaus       | Regierungsstraße 6 (Karte)   |           | einzelnes Kulturdenkmal; Teil des Ensembles Bauliche Gesamtanlage Altstadt                  |    |
| weitere Bilder Fotos hochladen |                                                         | Regierungsstraße 28 (Karte)  |           | Teil des Ensembles Bauliche Gesamtanlage Altstadt                                           |    |
| BW                             |                                                         | Regierungsstraße 32 (Karte)  |           | Teil des Ensembles Bauliche Gesamtanlage Altstadt                                           |    |
| BW                             |                                                         | Regierungsstraße 34 (Karte)  |           | Teil des Ensembles Bauliche Gesamtanlage Altstadt                                           |    |
| weitere Bilder Fotos hochladen |                                                         | Regierungsstraße 35 (Karte)  |           | Teil des Ensembles Bauliche Gesamtanlage Altstadt                                           |    |
| BW                             |                                                         | Regierungsstraße 36 (Karte)  |           | Teil des Ensembles Bauliche Gesamtanlage Altstadt                                           |    |
| weitere Bilder Fotos hochladen |                                                         | Regierungsstraße 37 (Karte)  |           | Teil des Ensembles Bauliche Gesamtanlage Altstadt                                           |    |
| weitere Bilder Fotos hochladen |                                                         | Regierungsstraße 38 (Karte)  |           | Teil des Ensembles Bauliche Gesamtanlage Altstadt                                           |    |
| weitere Bilder Fotos hochladen |                                                         | Regierungsstraße 39 (Karte)  |           | Teil des Ensembles Bauliche Gesamtanlage Altstadt                                           |    |
| weitere Bilder Fotos hochladen |                                                         | Regierungsstraße 41 (Karte)  |           | Teil des Ensembles Bauliche Gesamtanlage Altstadt                                           |    |
| weitere Bilder Fotos hochladen |                                                         | Regierungsstraße 42 (Karte)  |           | Teil des Ensembles Bauliche Gesamtanlage Altstadt                                           |    |
| weitere Bilder Fotos hochladen | Schulgebäude                                            | Regierungsstraße 42a (Karte) |           | einzelnes Kulturdenkmal; Teil des Ensembles Bauliche Gesamtanlage Altstadt                  |    |
| weitere Bilder Fotos hochladen | Einfriedung                                             | Regierungsstraße 42a (Karte) |           | einzelnes Kulturdenkmal; Teil des Ensembles Bauliche Gesamtanlage Altstadt                  |    |
| weitere Bilder Fotos hochladen | Turnhalle                                               | Regierungsstraße 42a (Karte) |           | einzelnes Kulturdenkmal; Teil des Ensembles Bauliche Gesamtanlage Altstadt                  |    |
| weitere Bilder Fotos hochladen | Wohnhaus                                                | Regierungsstraße 43 (Karte)  |           | einzelnes Kulturdenkmal; Teil des Ensembles Bauliche Gesamtanlage Altstadt                  |    |
| BW                             | Einfriedung                                             | Regierungsstraße 43 (Karte)  |           | einzelnes Kulturdenkmal; Teil des Ensembles Bauliche Gesamtanlage Altstadt                  |    |
| weitere Bilder Fotos hochladen | Waisenhaus                                              | Regierungsstraße 44 (Karte)  |           | einzelnes Kulturdenkmal; Teil des Ensembles Bauliche Gesamtanlage Altstadt                  |    |
| BW                             | Bildstock                                               | Regierungsstraße 44 (Karte)  |           | einzelnes Kulturdenkmal; Teil des Ensembles Bauliche Gesamtanlage Altstadt                  |    |
| weitere Bilder Fotos hochladen |                                                         | Regierungsstraße 44a (Karte) |           | Teil des Ensembles Bauliche Gesamtanlage Altstadt                                           |    |
| weitere Bilder Fotos hochladen |                                                         | Regierungsstraße 45 (Karte)  |           | Teil des Ensembles Bauliche Gesamtanlage Altstadt                                           |    |
| weitere Bilder Fotos hochladen |                                                         | Regierungsstraße 46 (Karte)  |           | Teil des Ensembles Bauliche Gesamtanlage Altstadt                                           |    |
| weitere Bilder Fotos hochladen |                                                         | Regierungsstraße 47 (Karte)  |           | Teil des Ensembles Bauliche Gesamtanlage Altstadt                                           |    |
| weitere Bilder Fotos hochladen |                                                         | Regierungsstraße 49a (Karte) |           | Teil des Ensembles Bauliche Gesamtanlage Altstadt                                           |    |
| weitere Bilder Fotos hochladen |                                                         | Regierungsstraße 50 (Karte)  |           | Teil des Ensembles Bauliche Gesamtanlage Altstadt                                           |    |
| BW                             |                                                         | Regierungsstraße 51 (Karte)  |           | Teil des Ensembles Bauliche Gesamtanlage Altstadt                                           |    |
| weitere Bilder Fotos hochladen |                                                         | Regierungsstraße 52 (Karte)  |           | Teil des Ensembles Bauliche Gesamtanlage Altstadt                                           |    |
| BW                             |                                                         | Regierungsstraße 53 (Karte)  |           | Teil des Ensembles Bauliche Gesamtanlage Altstadt                                           |    |
| weitere Bilder Fotos hochladen |                                                         | Regierungsstraße 54 (Karte)  |           | Teil des Ensembles Bauliche Gesamtanlage Altstadt                                           |    |
| weitere Bilder Fotos hochladen | Wohnhaus                                                | Regierungsstraße 55 (Karte)  |           | einzelnes Kulturdenkmal; Teil des Ensembles Bauliche Gesamtanlage Altstadt                  |    |
| weitere Bilder Fotos hochladen | Wohnhaus                                                | Regierungsstraße 56 (Karte)  |           | einzelnes Kulturdenkmal; Teil des Ensembles Bauliche Gesamtanlage Altstadt                  |    |
| weitere Bilder Fotos hochladen |                                                         | Regierungsstraße 57 (Karte)  |           | Teil des Ensembles Bauliche Gesamtanlage Altstadt                                           |    |
| weitere Bilder Fotos hochladen |                                                         | Regierungsstraße 58 (Karte)  |           | Teil des Ensembles Bauliche Gesamtanlage Altstadt                                           |    |
| BW                             |                                                         | Regierungsstraße 59 (Karte)  |           | Teil des Ensembles Bauliche Gesamtanlage Altstadt                                           |    |
| BW                             |                                                         | Regierungsstraße 59a (Karte) |           | Teil des Ensembles Bauliche Gesamtanlage Altstadt                                           |    |
| BW                             |                                                         | Regierungsstraße 60 (Karte)  |           | Teil des Ensembles Bauliche Gesamtanlage Altstadt                                           |    |
| weitere Bilder Fotos hochladen | Wohn- und Geschäftshaus Zum großen Christoph            | Regierungsstraße 62 (Karte)  |           | einzelnes Kulturdenkmal; Teil des Ensembles Bauliche Gesamtanlage Altstadt                  |    |
| weitere Bilder Fotos hochladen | Stadthof Zum gelben halben Mond                         | Regierungsstraße 63 (Karte)  |           | einzelnes Kulturdenkmal; Teil des Ensembles Bauliche Gesamtanlage Altstadt                  |    |
| weitere Bilder Fotos hochladen | Stadthof Zum bunten und neuen Schiff                    | Regierungsstraße 64 (Karte)  |           | einzelnes Kulturdenkmal; Teil des Ensembles Bauliche Gesamtanlage Altstadt                  |    |
| weitere Bilder Fotos hochladen |                                                         | Regierungsstraße 65 (Karte)  |           | Teil des Ensembles Bauliche Gesamtanlage Altstadt                                           |    |
| weitere Bilder Fotos hochladen |                                                         | Regierungsstraße 66 (Karte)  |           | Teil des Ensembles Bauliche Gesamtanlage Altstadt                                           |    |
| weitere Bilder Fotos hochladen |                                                         | Regierungsstraße 67 (Karte)  |           | Teil des Ensembles Bauliche Gesamtanlage Altstadt                                           |    |
| weitere Bilder Fotos hochladen |                                                         | Regierungsstraße 68 (Karte)  |           | Teil des Ensembles Bauliche Gesamtanlage Altstadt                                           |    |
| weitere Bilder Fotos hochladen |                                                         | Regierungsstraße 69 (Karte)  |           | Teil des Ensembles Bauliche Gesamtanlage Altstadt                                           |    |
| weitere Bilder Fotos hochladen | Wohn- und Geschäftshaus                                 | Regierungsstraße 70 (Karte)  |           | einzelnes Kulturdenkmal; Teil des Ensembles Bauliche Gesamtanlage Altstadt                  |    |
| weitere Bilder Fotos hochladen |                                                         | Regierungsstraße 71 (Karte)  |           | Teil des Ensembles Bauliche Gesamtanlage Altstadt                                           |    |
| weitere Bilder Fotos hochladen | ehemaliger sächsisches Geleitshof, jetzt Haus Vaterland | Regierungsstraße 72 (Karte)  |           | einzelnes Kulturdenkmal; Teil des Ensembles Bauliche Gesamtanlage Altstadt                  |    |
| weitere Bilder Fotos hochladen | Ehemaliges Statthalterpalais                            | Regierungsstraße 73 (Karte)  |           | einzelnes Kulturdenkmal; Teil des Ensembles Bauliche Gesamtanlage Altstadt                  |    |
| weitere Bilder Fotos hochladen | Wigbertikirche                                          | Regierungsstraße 74 (Karte)  |           | mit Ausstattung; einzelnes Kulturdenkmal; Teil des Ensembles Bauliche Gesamtanlage Altstadt |    |

### Taschengasse
| Bild                           | Bezeichnung | Lage                                           | Datierung | Beschreibung                                      | ID |
| ------------------------------ | ----------- | ---------------------------------------------- | --------- | ------------------------------------------------- | -- |
| weitere Bilder Fotos hochladen |             | Taschengasse, Flur 135 Flurstück 125/1 (Karte) |           | Teil des Ensembles Bauliche Gesamtanlage Altstadt |    |
| weitere Bilder Fotos hochladen |             | Taschengasse 2 (Karte)                         |           | Teil des Ensembles Bauliche Gesamtanlage Altstadt |    |
| weitere Bilder Fotos hochladen |             | Taschengasse 3 (Karte)                         |           | Teil des Ensembles Bauliche Gesamtanlage Altstadt |    |

### Weitergasse
| Bild                           | Bezeichnung | Lage                   | Datierung | Beschreibung                                                               | ID |
| ------------------------------ | ----------- | ---------------------- | --------- | -------------------------------------------------------------------------- | -- |
| weitere Bilder Fotos hochladen | Wohnhaus    | Weitergasse 2 (Karte)  |           | einzelnes Kulturdenkmal; Teil des Ensembles Bauliche Gesamtanlage Altstadt |    |
| weitere Bilder Fotos hochladen |             | Weitergasse 3 (Karte)  |           | Teil des Ensembles Bauliche Gesamtanlage Altstadt                          |    |
| weitere Bilder Fotos hochladen |             | Weitergasse 5 (Karte)  |           | Teil des Ensembles Bauliche Gesamtanlage Altstadt                          |    |
| weitere Bilder Fotos hochladen |             | Weitergasse 6 (Karte)  |           | Teil des Ensembles Bauliche Gesamtanlage Altstadt                          |    |
| weitere Bilder Fotos hochladen |             | Weitergasse 7 (Karte)  |           | Teil des Ensembles Bauliche Gesamtanlage Altstadt                          |    |
| weitere Bilder Fotos hochladen |             | Weitergasse 8 (Karte)  |           | Teil des Ensembles Bauliche Gesamtanlage Altstadt                          |    |
| weitere Bilder Fotos hochladen |             | Weitergasse 9 (Karte)  |           | Teil des Ensembles Bauliche Gesamtanlage Altstadt                          |    |
| BW                             |             | Weitergasse 10 (Karte) |           | Teil des Ensembles Bauliche Gesamtanlage Altstadt                          |    |
| weitere Bilder Fotos hochladen |             | Weitergasse 11 (Karte) |           | Teil des Ensembles Bauliche Gesamtanlage Altstadt                          |    |
| weitere Bilder Fotos hochladen |             | Weitergasse 12 (Karte) |           | Teil des Ensembles Bauliche Gesamtanlage Altstadt                          |    |
| weitere Bilder Fotos hochladen |             | Weitergasse 13 (Karte) |           | Teil des Ensembles Bauliche Gesamtanlage Altstadt                          |    |
| weitere Bilder Fotos hochladen |             | Weitergasse 17 (Karte) |           | Teil des Ensembles Bauliche Gesamtanlage Altstadt                          |    |
| weitere Bilder Fotos hochladen |             | Weitergasse 18 (Karte) |           | Teil des Ensembles Bauliche Gesamtanlage Altstadt                          |    |
| weitere Bilder Fotos hochladen | Wohnhaus    | Weitergasse 19 (Karte) |           | einzelnes Kulturdenkmal; Teil des Ensembles Bauliche Gesamtanlage Altstadt |    |
| BW                             | Hofgebäude  | Weitergasse 19 (Karte) |           | einzelnes Kulturdenkmal; Teil des Ensembles Bauliche Gesamtanlage Altstadt |    |
| weitere Bilder Fotos hochladen |             | Weitergasse 20 (Karte) |           | Teil des Ensembles Bauliche Gesamtanlage Altstadt                          |    |
| weitere Bilder Fotos hochladen |             | Weitergasse 21 (Karte) |           | Teil des Ensembles Bauliche Gesamtanlage Altstadt                          |    |
| weitere Bilder Fotos hochladen |             | Weitergasse 22 (Karte) |           | Teil des Ensembles Bauliche Gesamtanlage Altstadt                          |    |
| weitere Bilder Fotos hochladen |             | Weitergasse 23 (Karte) |           | Teil des Ensembles Bauliche Gesamtanlage Altstadt                          |    |
| weitere Bilder Fotos hochladen |             | Weitergasse 25 (Karte) |           | Teil des Ensembles Bauliche Gesamtanlage Altstadt                          |    |
| weitere Bilder Fotos hochladen |             | Weitergasse 26 (Karte) |           | Teil des Ensembles Bauliche Gesamtanlage Altstadt                          |    |

### Zur Grünen Schildmühle
| Bild | Bezeichnung | Lage                             | Datierung | Beschreibung                                      | ID |
| ---- | ----------- | -------------------------------- | --------- | ------------------------------------------------- | -- |
| BW   |             | Zur Grünen Schildmühle 2 (Karte) |           | Teil des Ensembles Bauliche Gesamtanlage Altstadt |    |
| BW   |             | Zur Grünen Schildmühle 3 (Karte) |           | Teil des Ensembles Bauliche Gesamtanlage Altstadt |    |
| BW   |             | Zur Grünen Schildmühle 4 (Karte) |           | Teil des Ensembles Bauliche Gesamtanlage Altstadt |    |
| BW   |             | Zur Grünen Schildmühle 5 (Karte) |           | Teil des Ensembles Bauliche Gesamtanlage Altstadt |    |
| BW   |             | Zur Grünen Schildmühle 6 (Karte) |           | Teil des Ensembles Bauliche Gesamtanlage Altstadt |    |